# 海上花 (1998年电影)
《海上花》是由侯孝賢執導的1998年電影。根據19世紀末韓子雲以上海話創作的小說原著，再由張愛玲註譯的《國語海上花列傳》 改編而成。本片讓侯孝賢第四度進軍坎城影展正式競賽單元，並入圍紐約影展，在第35屆金馬獎中獲得最佳美術設計獎及評審團大獎 與台北電影獎商業類最佳導演獎。4K全新數位修復版於2019年12月20日在台上映。

## 劇情綱要
本片由幾位妓女與恩客在上海英國租界中「長三書寓」上演的男女關係為主軸，詮釋周雙珠、黃翠鳳、沈小紅、張蕙貞等人對於男人世界的感情刻劃。原本是主導交易關係的男人，卻在溫柔鄉的糾纏中被女人的堅持與規則擺佈。

## 角色演員
| 演員       | 角色       |
| ---------- | ---------- |
| 梁朝偉     | 王蓮生     |
| 羽田美智子 | 沈小紅     |
| 李嘉欣     | 黃翠鳳     |
| 劉嘉玲     | 周雙珠     |
| 高捷       | 羅子富     |
| 張瑞哲     | 小柳兒     |
| 潘迪華     | 黃二姐     |
| 伊能靜     | 諸金花     |
| 谢衍       | 錢子剛     |
| 魏筱惠     | 張蕙貞     |
| 徐明       | 陶雲甫     |
| 徐天祥     | 陶玉甫     |
| 夏禕       | 林素芬     |
| 徐慧霓     | 漱芳的妹妹 |
| 羅載而     | 洪善卿     |
| 方瑄       | 周雙玉     |
| 潘玉琴     | 周蘭       |
| 林郁涵     | 周雙寶     |
| 李小平     | 來安       |
| 蒋维国     | 朱藹人     |

## 特色
本片從頭至尾皆以長鏡頭鋪陳劇情，從影片開頭將近9分鐘的場景，到整部電影僅約30多個鏡頭，濃麗的色彩與幽微配樂塑造出傳統宗法社會對於兒女情感的壓抑氛圍。

## 原聲帶曲目
1. 來歷 History～end credit
2. 生命的喧囂 Life In Clamor
3. 怔忡 Doze
4. 吉光片羽#1 A Slice Of Life#1
5. 海上花 Flower Of Shanghai
6. 酷兒 Queer
7. 探索者的狂想曲 Seeker's Rhapsody
8. 吉光片羽#2 A Slice Of Life#2
9. 真與貞 Virtue
10. 遺忘 Oblivion
11. 夜幻 Nocturne
12. 來歷～返回 History～Reprise
13. 海上花(主題曲)_莫文蔚

## 獎項
| 主辦單位        | 獎項                    | 受獎者                         | 階段／結果 |
| --------------- | ----------------------- | ------------------------------ | ---------- |
| 第1屆台北電影節 | 本土商業類 年度最佳導演 | 侯孝賢                         | 獲獎       |
| 第1屆台北電影節 | 本土商業類 最佳藝術指導 | 黃文英                         | 獲獎       |
| 第35屆金馬獎    | 最佳劇情片              | 《海上花》                     | 提名       |
| 第35屆金馬獎    | 最佳導演                | 侯孝賢                         | 提名       |
| 第35屆金馬獎    | 最佳美術設計            | 黃文英, 曹智偉                 | 獲獎       |
| 第35屆金馬獎    | 最佳造型設計            | 黃文英, 宋敏蕙, 沈步海, 廖淑珍 | 提名       |
| 第35屆金馬獎    | 評審團大獎              | 《海上花》                     | 獲獎       |